# Teatro do Mar
O Teatro do Mar é uma companhia de teatro itinerante portuguesa.

## História
Nasceu em Sines, Portugal, como projeto teatral vocacionado para a juventude, estreando-se a 8 de Março de 1986, fundado por Vladimir Franklin e por Julieta Aurora Santos.
Com uma estrutura permanente de atores, músicos, tem levado o teatro um pouco por todo o país, a cidades e salas conceituadas, escolas, bairros sociais, pequenas localidades, etc., participando também em inúmeros festivais de teatro nacionais e internacionais, atraindo ao longo do tempo milhares de espectadores e o reconhecimento do público e das instituições. Com mais de 50 produções teatrais montadas desde a sua fundação, recebe em 1999 a Medalha de Mérito Cultural do Município de Sines, em 2001, através da sua diretora artística, o Troféu da Região de Turismo da Costa Azul por serviços culturais prestados e em 2003 o Prémio Mais Teatro, através da Revista Mais Alentejo.